# Luca Zandonella
Luca Zandonella (San Candido, 30 luglio 1987) è un ex hockeista su ghiaccio italiano.

## Carriera

### Club
Zandonella esordì in Serie A giovanissimo, nella stagione 2003-04, nelle file del Cortina, dove militò, a partire dalle giovanili, fino al gennaio 2009 (con l'eccezione di alcuni incontri giocati con la casacca del farm team del Cortina, gli All Stars Piemonte). Con gli scoiattoli si aggiudicò anche uno scudetto, nella stagione 2006-2007.
All'inizio del 2009 fu prestato in Serie A2 all'HC Valpellice, per poi tornare nella rosa del Cortina. Nelle stagioni successive Zandonella militò sempre nel Cortina, continuando ad essere uno dei veterani della squadra. Con gli Scoiattoli vinse inoltre la Coppa Italia del 2012.
Nell'estate 2018 non trovò l'accordo per il rinnovo col Cortina, e rimase svincolato. Nel successivo mese di novembre si accasò al Fassa, con un contratto fino al termine della stagione.

### Nazionale
Con la maglia della Nazionale U18 disputò due Mondiali (2004 e 2005), mentre ne disputò ben 4 con quella U20 (2004, 2005, 2006 e 2007).
Nel 2005 fu convocato per la prima volta nella Nazionale maggiore.

## La squalifica di Veggiato
Il 26 dicembre 2005 Zandonella, la cui madre è mauriziana, e che pertanto è mulatto, si ritrovò al centro di un caso che ebbe risalto sui media italiani: durante il derby contro l'Alleghe HC fu infatti oggetto a più riprese di insulti razzisti da parte di un giocatore avversario, Daniele Veggiato. La federazione decise di punire in modo esemplare il giocatore alleghese: non solo gli furono comminate 5 giornate di squalifica, ma fu anche radiato a vita dalla Nazionale.

## Palmarès

### Club
- Campionato italiano: 1

Cortina: 2006-2007
- Coppa Italia: 1

Cortina: 2011-2012